# Sejmiki ziemskie

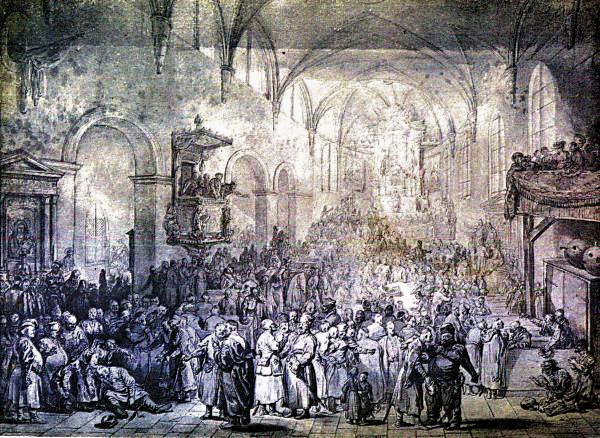
Sejmik w kościele, rysunek Jana Piotra Norblina

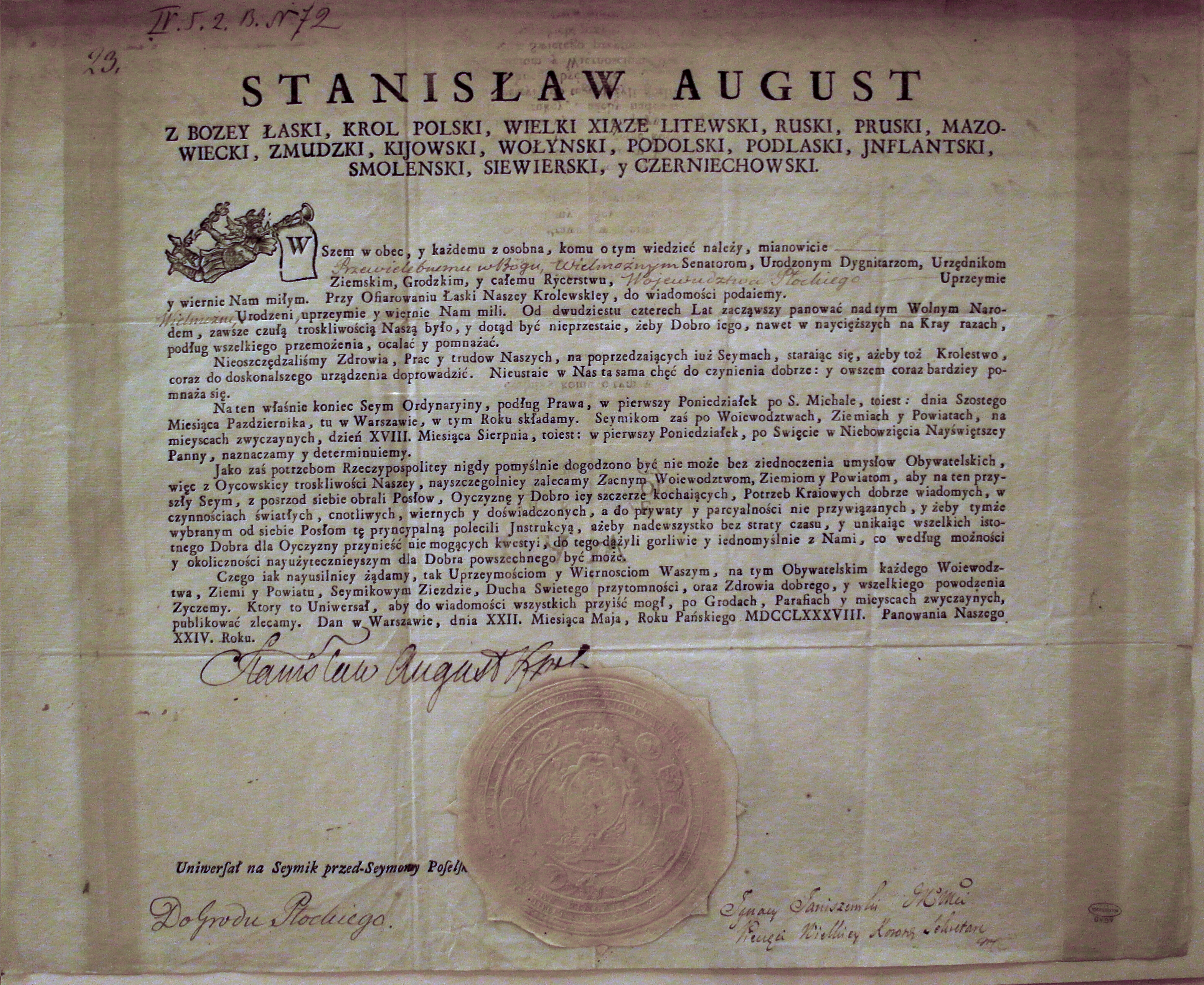
Uniwersał króla Stanisława Augusta Poniatowskiego zwołujący Sejm do Warszawy na 6 listopada 1788 roku i wyznaczający termin sejmików przedsejmowych na 18 sierpnia 1788 roku

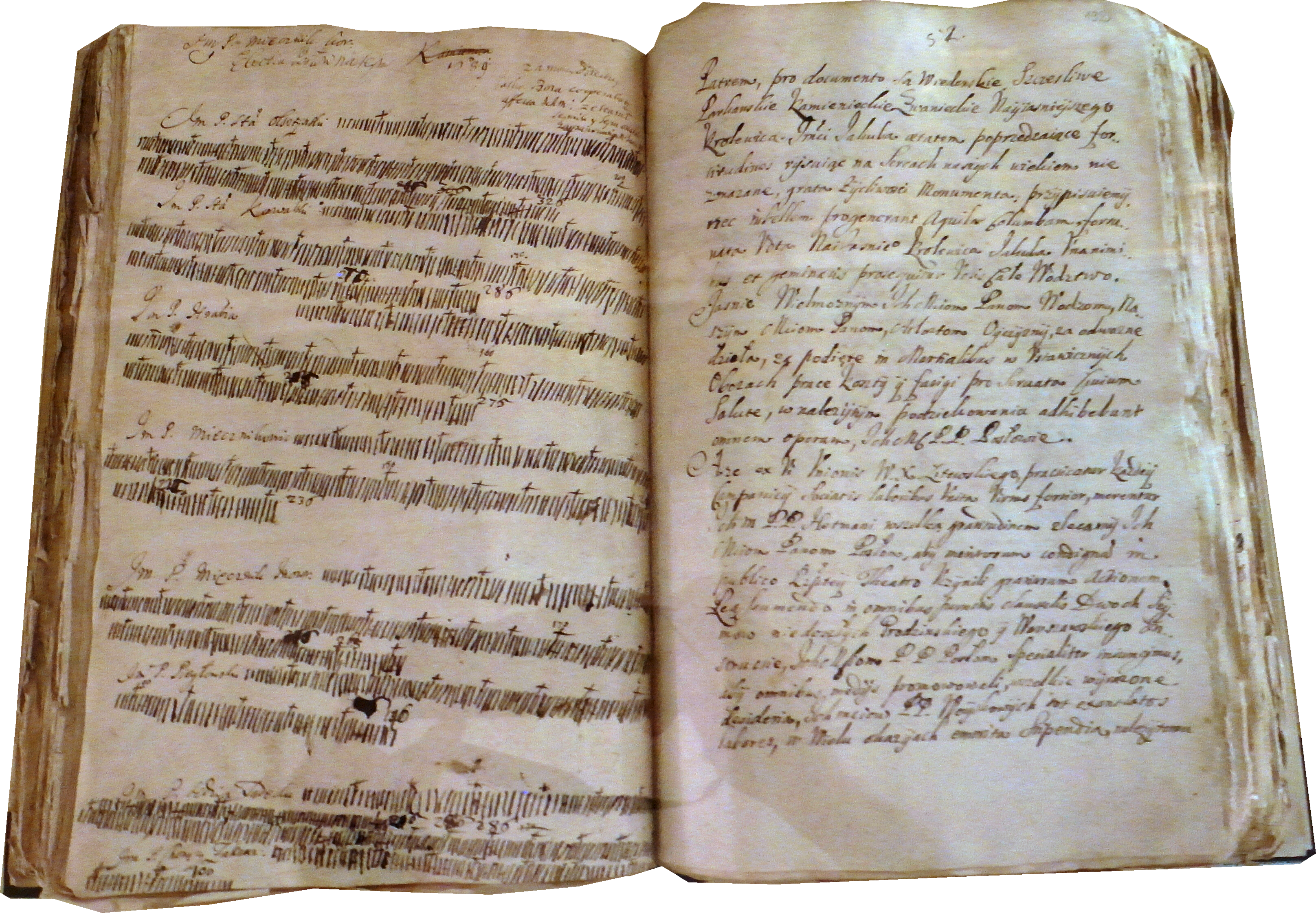
Zapis głosowania (tzw. kreskowanie) na posłów na sejmiku przedsejmowym w Proszowicach 5 grudnia 1689 roku. Głosowanie było jawne, z dziesięciu kandydatów wybrano sześciu

Sejmiki ziemskie (łac. comitia minora) w przedrozbiorowej Polsce (od końca XIV wieku) – zjazdy całej szlachty z terenu danej ziemi bądź województwa. Uformowały się one ostatecznie w czasie bezkrólewia po śmierci Ludwika Węgierskiego i negocjacji z dworem Ludwika w Budzie.
Sejmiki uchwalały lokalne podatki i tworzyły sądy sejmikowe. Uchwały sejmikowe zwano laudami. Od końca XVI wieku wpisywano je zwykle do ksiąg grodzkich. Sejmiki ziemskie były równoprawne z sejmami prowincjonalnymi i sejmem walnym, a król mógł zwołać którykolwiek z nich dla zatwierdzenia swych propozycji.

## Historia
Obradom sejmiku przewodniczył początkowo starosta (w Wielkopolsce), wojewoda (w Małopolsce) lub najwyższy godnością urzędnik ziemski. Stopniowo od pierwszej wolnej elekcji ukształtowała się funkcja marszałka sejmikowego (w Koronie obieralnego na każdym sejmiku, w Wielkim Księstwie Litewskim stałego).
Od połowy XV wieku sejmiki zaczęły wysyłać swych przedstawicieli – posłów – na sejm walny. Z chwilą powstania izby poselskiej sejmu walnego zmalała rola ustawodawcza sejmików, zachowały one jednak pewne istotne kompetencje. Zależnie od funkcji sejmiki przybierały różne nazwy:
- sejmik przedsejmowy – wysłuchiwał legacji króla zwołującej sejm walny, wybierał posłów i sporządzał dla nich instrukcje
- relacyjny – wysłuchiwał relacji posłów z sejmu walnego i decydował o przyłączeniu się do jego decyzji, a także ustalał sposób rozdziału podatków uchwalonych na sejmie. Sejmiki relacyjne odbywały się od 1589 r.
- elekcyjny – wybierał w poczwórnej liczbie kandydatów na wakujące urzędy podkomorzego, sędziego ziemskiego, podsędka i pisarza ziemskiego, a w Wielkim Księstwie Litewskim również na urząd stałego marszałka sejmikowego
- kapturowy – zwoływany na czas bezkrólewia dla wybrania władz konfederacji i sądu kapturowego
- deputacki – wybierał deputata do Trybunału Koronnego i Trybunału Głównego Wielkiego Księstwa Litewskiego
- gospodarczy – w XVII wieku w okresie „rządów sejmikowych” zajmował się sprawami gospodarczymi i po 1677 wybierał deputatów do Trybunału Skarbowego Radomskiego[potrzebny przypis]

Sejmik, wybierając posła, układał instrukcję dla niego, określając tym samym granice jego działania na sejmie walnym. Mógł w nich warunkować swą zgodę dla uchwał sejmowych od przyjęcia swych postulatów lub dawać posłowi swobodę działania. Posłowie poszczególnych prowincji zbierali się na sejmikach generalnych, by ustalić swoje stanowisko przed obradami sejmu walnego. Poseł, który działał sprzecznie z instrukcją, nie był karany – jedyną konsekwencją było niewybieranie go następnym razem.
Niektóre postanowienia sejmu walnego wymagały zatwierdzenia przez sejmiki. W przypadku odmowy król zwracał się z prośbą do opornego sejmiku, by ten zatwierdził rozpatrywaną ustawę.
Żydzi w Rzeczypospolitej posiadali specjalny fundusz hocaoth sejmiks, przeznaczony na opłacanie interwencji na sejmikach, w przypadku gdyby te chciały podjąć uchwałę dla nich niekorzystną. W Polsce rozpowszechniło się mniemanie, że kto o Żydach dobrze mówi, ten jest już przekupiony; kto na nich wygaduje – chce nim dopiero zostać.
W 1572 roku sejmiki wybierały poborców podatkowych, w 1589 roku zaczęły wybierać szafarzy, a od 1591 roku konieczna była zgoda sejmików na pobór. Odwoływanie się króla do sejmików w sprawach podatkowych prowadziło do gromadzenie przez nie nadwyżek kosztem skarbu państwowego. Nadwyżki te i odrębne podatki wojewódzkie gromadzono w skarbie wojewódzkim. W oparciu o posiadane fundusze rozwijała się władza sejmików w zakresie samorządu wojewódzkiego. Od początku XVII wieku sejmiki zaczęły rezerwować sobie rozdział soli suchedniowej, zaczęły same zaciągać żołnierza tzw. powiatowego. W XVII wieku, w obliczu bezwładu władzy centralnej, sejmiki przejęły znaczną część jej uprawnień (egzekucja i redystrybucja podatków, powoływanie żołnierza, zarząd lokalny). Te tzw. „rządy sejmikowe” zostały zniesione w 1717 r.

## Współczesny samorząd wojewódzki
We współczesnej Polsce instytucją nawiązującą do sejmików ziemskich jest sejmik województwa (organ samorządu terytorialnego na szczeblu województwa).